# Patronat de Cornellà de Llobregat
El Patronat Cultural i Recreatiu o Patronat de Cornellà (popularment, el "Patro") és un centre associatiu cultural, recreatiu, educatiu i social que té més de 100 anys d'història i arrelament a la ciutat de Cornellà de Llobregat. Dins seu, aplega diverses seccions i associacions com ara l'Agrupació Sardanista de Cornellà, Coral Àuria, Club d'Escacs de Cornellà, Dones Àrtemis, Dones Puntaires, la secció local d'Òmnium Cornellà, una penya blaugrana, Trabucaires de Cornellà i Triangle Teatre. La seu social està situada en un gran edifici del carrer Mossèn Jacint Verdaguer de Cornellà, que inclou un teatre amb més de 200 butaques, un bar, un pati i diverses sales de diferents mides.
Va ser constituït l'any 1910 amb el nom de Centre Catòlic. Cal situar-se al principi del segle xx, amb la implantació a Cornellà de diverses empreses molt importants (Siemens, Unió vidriera d'Espanya i conegudes fàbriques tèxtils com Can Rosés, Bagaria o Suris). En aquest context, Cornellà aplegava l'any 1910 un cens de 2.400 habitants. La població es repartia entre la indústria i la pagesia.
El Centre Catòlic estava format per catòlics benestants, situats a la dreta de l'arc ideològic, propers a l'Església i alguns procedents de la Lliga Regionalista. En un principi, la seu estava ubicada en un pis del carrer Major (avui Rubió i Ors) on va romandre fins a 1913. Més endavant i gràcies a les influències de Quintí Mallofré i de l'Alcalde de Cornellà Vicenç Llivina i Fernández, van aconseguir la donació del llegat d'una casa pairal coneguda com a Torre Mariné. La propietària de la casa era la senyora Avelina Gibert Riera, vídua de Busanya. Aquesta finca va ser donada previ acord de substituir el nom Centre Catòlic pel de Patronat Obrer.

## Història
El primer president de l'Entitat va ser Pere Gelabert i Campreciós. L'estructura del patronat estava lligada orgànicament a la Parròquia de Santa Maria. Es pot observar en la senyera de l'Entitat la frase: Sota l'advocació espiritual del Sagrat Co. Amb això els socis fundadors deixaven clares les seves conviccions religioses. Al mateix temps, L'anagrama Patronat Obrer pretenia englobar tota mena de gent: pagesos, funcionaris, menestrals i qualsevol que s'acollís a les directrius de l'Entitat, sempre respectant l'apadrinament de l'Església. Altrament el Patronat promovia la cultura en totes les seves manifestacions i l'any 1922 va celebrar els Jocs Florals on van participar poetes i rapsodes.
Les forces republicanes van guanyar les eleccions municipals l'abril de 1931. En aquesta època apareixen a Cornellà nous marcs associatius (l'Orfeó Catalònia o l'Ateneu Republicà, entre d'altres). L'any 1934 l'alcalde de Cornellà era Isidor Coma d'Esquerra Republicana. Com a la resta del país la situació política es radicalitza, preludi del què suposaria l'alçament militar de 1936.
Durant la revolta provocada per l'alçament de les tropes franquistes el juliol de 1936 la seu de l' Entitat va ser confiscada per la UGT i el PSUC. D'això en deixa constància un document, amb data d'11 de febrer de 1937, signat per dos veïns de Cornellà que en nom de la Federació local de la UGT i del radi local del PSUC reclamen a les autoritats de la Generalitat de Catalunya l'adjudicació legal de la finca situada al carrer Jacint Verdaguer i propietat de la societat catòlica Patronat Obrer.
Per aquest fet, entre el 1936 i fins a l'entrada de l'exèrcit nacional a Cornellà l'activitat del Patronat estava vinculada al desenvolupament de les activitats socials organitzades per la resta d'associacions esmentades abans.
A partir del 26 de gener de 1939 la situació del Patronat va canviar. Va ser de les primeres entitats que va reprendre la vida associativa. Van ser anys de màxima emfasització de les essències catòliques i feixistes, tal com posa de manifest la primera acta de l'Entitat:
Año de la Victòria: Acuerdo de eliminar aquellos socios que durante el dominio rojo separatista no supieron comportarse dignamente...
Així doncs, es fa evident l'adhesió al nou règim. D'altra banda, el Patronat va contribuir a les obres del nou Temple Parroquial de Santa Maria (l'Església vella va ser destruïda el 1936 durant la Guerra Civil espanyola) i va construir unes escoles noves, annexes a l'edifici del Patronat. Les escoles es van inaugurar el 6 de novembre de 1941 amb el nom d'Escoles de Nostra Senyora de Montserrat. Van pertànyer al patronat fins a l'any 1972 quan va fusionar-se amb l'Acadèmia Pou que tenia alumnes d'ensenyament superior. Des de aquell moment es va passar a anomenar Institucions Pedagògiques Associades (IPA). Més tard, a partir de l'any 1974, les aules del Patronat van servir per donar classes d'angles a càrrec de professors nadius fins als anys 90.
El Patronat va viure el 26 d'agost de 1943 un altre canvi de nom. Va passar a dir-se PATRONATO CULTURAL Y RECREATIVO. Paral·lelament a aquests canvis augmenten les activitats folklòriques i culturals: obre la secció d'escacs, a les festes majors es posen en escena diferents sarsueles, recitals de poesia, etc. Més endavant, l'any 1950 incorporen una màquina de cinema comercial.
Durant la Festa Major de Cornellà de 1968 el Patronat convida cantautors de La Nova Cançó que comencen a despuntar com: Lluís Llach, Pau Riba i M. Del Mar Bonet entre d'altres.
Durant els anys 70 el Patronat viu canvis en la seva direcció paral·lelament als canvis que vivia el poble (la riuada de setembre de 1971 va ser un fet cabdal en tots els cornellanencs). El 1977 comencen a modificar els Estatuts de l'Entitat per acomodar-los als nous temps. Els nous Estatuts són recolzats pel Departament de Justícia de la Generalitat de Catalunya l'any 1980.
Durant els anys 80 s'incorpora al Patronat la Coral Aura i es crea la Federació d'Ateneus. També proliferen les vetllades d'estiu al pati del Patronat: cantada d'havaneres, balls populars, festivals infantils, etc..
Més endavant, durant la dècada dels 90 es formen els grups de grallers i trabucaires. Els Castellers de Cornellà neixen l'any 1991 i van tenir la seva seu al Patronat on feien els assajos fins a l'any 2014.